# Cuartel de Inchaurrondo
El Cuartel de Inchaurrondo, sede de la Comandancia de la Guardia Civil de Guipúzcoa, es un complejo policial de la Guardia Civil situado a las afueras de la ciudad de San Sebastián, en España. Debe su nombre al barrio de Inchaurrondo en el que está situado.
Durante gran parte del s. xx se convirtió en el centro de la lucha antiterrorista del gobierno español contra la organización terrorista ETA, lo que supuso que 100 de los guardias allí destinados fueran asesinados por la banda. La mayoría de las grandes operaciones de la policía española contra ETA fueron planificadas y organizadas desde el cuartel de Inchaurrondo: las fuerzas de seguridad lograron desactivar 278 comandos y detener a 1550 miembros de ETA, 437 de ellos a cargo de agentes del cuartel.
Algunas de las prácticas desarrolladas en el acuartelamiento fueron denunciadas como torturas contra personas detenidas por su vinculación a la organización terrorista, siendo probadas en algunas sentencias que tuvieron como máxima expresión la condena a su máximo responsable, el general Enrique Rodríguez Galindo, condenado a 71 años de prisión por el caso Lasa y Zabala.

## Historia

### Inicios
El proyecto de construcción de un nuevo emplazamiento para la Guardia Civil en San Sebastián se gestó a finales de los años 1970. Ante la dificultad para obtener licencias para su edificación, el gobierno de UCD optó por la compra de un grupo de viviendas y el terreno aledaño en el barrio de Inchaurrondo, junto a la autovía del Cantábrico. Ya durante las obras de construcción de los edificios administrativos, la organización terrorista ETA planificó destruir mediante una explosión las obras del mismo, acto por el que fue detenido el miembro de ETA político-militar Mikel Amilibia. El diputado Juan María Bandrés denunció que el detenido (que fue puesto en libertad por falta de pruebas) había sufrido malos tratos por parte de la Guardia Civil. La 513ª Comandancia de la Guardia Civil de Guipúzcoa fue trasladada allí.
Puesto en servicio en 1980, en su inicio el complejo se encontraba en mitad del campo, pues aún no se había producido la expansión del barrio. Los inicios en el cuartel coincidieron con los años de plomo, la época en la que ETA cometió la mayor y más brutal cantidad de atentados de su historia. Inchaurrondo se convirtió en el principal centro de operaciones en la lucha contra la organización. Los guardias civiles destinados en el acuartelamiento recibían un plus en su sueldo por el riesgo de atentados y la presión sufrida por parte del mundo abertzale. Con los años, sus medidas de seguridad fueron fuertemente reforzadas: su entorno fue vallado, se levantaron garitas blindadas en su sólido cerramiento y los accesos fueron fuertemente custodiados con agentes y cámaras de seguridad. En algunos ámbitos recibió el apodo de Fort Apache.
En 1984, Amnistía Internacional hizo sus dos primeras denuncias acerca de las presuntas torturas sufridas por dos detenidos en el cuartel. El ministro de Interior, José Barrionuevo, afirmó que las denuncias eran falsas y solicitó la presencia de observadores en los interrogatorios. Ese año Inchaurrondo albergaba a 700 guardias civiles, 250 de los cuales residían con sus familias en cuatro bloques de pisos en el interior del complejo. La mayoría de los agentes hacían su vida dentro del cuartel, que disponía de instalaciones deportivas, economato, peluquería y bar.

### Lucha antiterrorista
El máximo responsable era Enrique Rodríguez Galindo, que se incorporó como comandante en 1980 procedente de Cádiz. En 1986, se planificó desde Inchaurrondo la primera operación antiterrorista conjunta franco-española de la historia, la Operación Sokoa, que supuso el descubrimiento del arsenal de armas que la banda escondía en una nave industrial en Hendaya (Francia), en un operativo que contó con la colaboración de la CIA. Los éxitos en la lucha contra ETA de la Comandancia incluyeron la detención directa o indirecta de los cabecillas de la banda (Francisco Mujika Garmendia, José Luis Álvarez Santacristina y Joseba Arregi Erostarbe en 1992); Mikel Antza, y Soledad Iparragirre (2004); Garikoitz Aspiazu, Aitzol Iriondo y Francisco Javier López Peña (2008) y Mikel Karrera Sarobe en 2010.
Asimismo, sus miembros participaron en 1997 en la liberación de José Antonio Ortega Lara en una operación llevada a cabo al mando del capitán Manuel Sánchez Corbí y que fructificó en el hallazgo de un zulo en una nave industrial de Mondragón donde el funcionario de prisiones llevaba 532 días secuestrado. Participaron también en el operativo de búsqueda del concejal de Ermua Miguel Ángel Blanco, que fue secuestrado y asesinado por ETA el 13 de julio de 1997.
En 2009 el cuartel sufrió una reforma con la incorporación de unas nuevas instalaciones, inauguradas por el ministro del Interior Alfredo Pérez Rubalcaba, que incluían un complejo compuesto por tres edificios: uno de usos administrativos, otro como residencia de transeúntes y un tercero como acuartelamiento para el Grupo de Acción Rápida (GAR).
Inchaurrondo albergó el grueso de efectivos encargados de la lucha contra ETA. En su época de máxima capacidad, el cuartel llegó a acoger a 2000 guardias civiles. Entre 1980 y 2000 fue objeto de seis atentados con granadas, y 100 de sus miembros fueron asesinados en distintas operaciones y atentados. Las fuerzas de seguridad lograron desactivar 278 comandos y detener a 1550 miembros de ETA, 437 de ellos a cargo de agentes del cuartel. Los mandos del acuartelamiento incluyen nombres como los de Antonio Tejero, Enrique Rodríguez Galindo, Ángel Vaquero, Manuel Sánchez Corbí y Francisco Vázquez. El jefe de la unidad, desde 2017, es el coronel Antonio Campos Vivancos.

## Denuncias

### Posibles torturas
Según declaraciones de detenidos, las torturas fueron una práctica habitual en Inchaurrondo durante los años de actividad de ETA. El Instituto Vasco de Criminología ha investigado entre 4000 y 5000 casos de tortura en el País Vasco entre 1960 y 2013 según Francisco Etxeberria, director de la institución. El periodista Martxelo Otamendi, director del medio abertzale Euskaldunon Egunkaria que fue clausurado por orden judicial en 2003, denunció ante la justicia que tras su detención en Inchaurrondo fue objeto de torturas y trato vejatorio. Su denuncia fue archivada en 2004, y Otamendi y otros miembros de Egunkaria recurrieron ante el Tribunal Constitucional. Finalmente, el Tribunal Europeo de Derechos Humanos condenó en 2012 al Estado español al pago de 24 000 euros a Martxelo Otamendi por no haber investigado de manera efectiva la denuncia.
Las denuncias de torturas llevaron al Ministerio del Interior a querellarse contra Otamendi y otros directivos de Egunkaria en marzo de 2003 por denuncias falsas, calumnia e injurias. Ángel Acebes, entonces Ministro del Interior, afirmó además que la práctica de denunciar torturas formaba parte de una estrategia recomendada por ETA a todos los detenidos de la organización, acusación que incorporó a la denuncia como un posible delito de colaboración con banda armada. Desde diversos medios y el aparato etarra se reconoció años después que muchas de estas denuncias eran falsas, y según información incautada a la dirección de la banda, formaban parte de una estrategia para desacreditar a la policía española y crear tensiones entre los partidos democráticos. Esta estrategia incluía la denuncia sistemática de torturas e incluso la autolesión como medidas de presión.

### El GAL. Lasa y Zabala
Los GAL (Grupos Antiterroristas de Liberación) surgieron en 1983 como agrupación parapolicial que practicó terrorismo de Estado o «guerra sucia» contra ETA y su entorno. Entre ese año y 1987 cometieron 27 asesinatos y varios secuestros. El secuestro y posterior asesinato de José Antonio Lasa y José Ignacio Zabala en octubre de 1983 y el secuestro de Segundo Marey poco tiempo después marcaron el inicio de su actividad. 
La vinculación de los GAL al cuartel de Inchaurrondo vino auspiciada por Enrique Rodríguez Galindo, que fue comandante del acuartelamiento entre 1980 y 1995, en que ascendió a general y fue destinado como asesor del director general de la Guardia Civil en asuntos de terrorismo.
Lasa y Zabala, dos miembros de ETA, fueron detenidos el 15 de octubre de 1983 en Bayona (Francia), donde se encontraban fugados, por miembros de los GAL y aparecieron en una fosa común en Busot (Alicante) dos años más tarde. En abril de 2000 la Audiencia Nacional condenó por este crimen a 75 años de prisión a Enrique Rodríguez Galindo, a 69 años a Ángel Vaquero, teniente coronel del puesto de Inchaurrondo, y a 67 años a los agentes Enrique Dorado y Felipe Bayo, también destinados en el cuartel, y autores materiales del asesinato. La sentencia probó que Lasa y Zabala fueron retenidos en Inchaurrondo antes de ser trasladados al Palacio de La Cumbre, residencia del gobernador civil Julen Elgorriaga, donde fueron torturados.